# Sośnia (Lutomek)
Sośnia – osada wsi Lutomek w Polsce, położona w województwie wielkopolskim, w powiecie międzychodzkim, w gminie Sieraków. Jest najdalej wysuniętą na południe osadą w gminy. 
W latach 1975–1998 osada administracyjnie należała do województwa poznańskiego.
Zabudowę osady stanowi jedno gospodarstwo rolne, zlokalizowane przy DW 186. Sośnia od północy graniczy ze Sprzecznem, południową częścią Grobi, od południa zaś bezpośrednio z gminą Kwilcz.
W okresie Wielkiego Księstwa Poznańskiego (1815-1848) miejscowość wzmiankowana jako Sośnia folwark należała do wsi mniejszych w ówczesnym pruskim powiecie Międzyrzecz w rejencji poznańskiej. Folwark Sośnia należał do okręgu kwileckiego tego powiatu i stanowił część majątku Kwilcz, którego właścicielem był wówczas Arseni Kwilecki. Według spisu urzędowego z 1837 roku wieś liczyła 6 mieszkańców, którzy zamieszkiwali jeden dym (domostwo).